# Telstra
Telstra Corporation Limited (OTC Pink: ) é maior companhia australiana na área de telecomunicações, operando desde a construção,operação e manutenção de redes de telefonia fixa e móvel.A companhia também atua nas áreas de internet é a maior fornecedora de televisão a cabo do país.Por quase cem anos,a empresa foi a única fornecedora de serviços de telecomunicação no país.Originada da mesma comissão que fundou o "Australian Post" (Correios da Australia). Desde 2011,a empresa é totalmente privada.Atualmente,mais de um milhão de australianos possuem ações da empresa.

## História[2]
A Australian Communications era controlada originalmente pela organização estatal Postmaster General's Department, criada em 1901. Em 1 de julho de 1975, comissões separadas foram estabelecidas por lei para substituir a PMG. A responsabilidade dos serviços postais é transferido para a Australia Post. Mais tarde a Telecom Australia, passou adquirir os serviços da AC. Em 1989, a ATC foi reconstituída como  Australia Telecommunications Corporation.
Em 1992, a Comissão de Telecomunicações do Exterior, uma agência governamental independente, fundada em 1946, se fundiu com a Comissão Australiana de Telecomunicações que continuou a operar sob as identidades conjuntas de Australia Telecom e OTC.Em 1993,ambas foram renomeadas como a Telstra Corporation Limited. O nome "Telstra" é derivado da palavra Australia Telecomunications (TEL Telecomunicações e STRA de Austrália). A marca "Telstra", foi operada internacionalmente a partir de 1993,enquanto que nacionalmente,a marca Telstra só passou a ser usada a partir de julho de 1995,quando até então a empresa usava o nome de "Australia Telecom".A mudança de nome foi realizada aos poucos dentro do território australiano para que quando a empresa perdesse o monopólio estatal a população já estivesse acostumada com a marca e o nome
Desde 1996,quando a legislação de telecomunicações australiana foi alterada, a Telstra passou a enfrentar a concorrência da Optus que se tornou a segunda maior empresa de serviços de telefonia da Austrália e ao braço australiano da operadora Vodafone. Ainda assim,ela é opera a maior parte das linhas de telefone fixas e moveis do país.Somada a isto,a operadora ainda registra o maior número de assinantes do seu serviço de televisão a cabo da Austrália.

## Posição de mercado
No início de 2011, a Telstra estendeu com sucesso sua liderança de participação de mercado com descontos em seus produtos de telefonia móvel.
Em 2020, a receita da Telstra era de $ 26,2 bilhões, a da Optus era de $ 9,0 bilhões e a da TPG Telecom era de $ 4,4 bilhões.

## Gestão
| Ano nomeado | CEO              |
| ----------- | ---------------- |
| 1993        | W. Frank Blount  |
| 1999        | Ziggy Switkowski |
| 2005        | Solomon Trujillo |
| 2009        | David Thodey     |
| 2015        | Andrew Penn      |